# Mount Giovinetto
Mount Giovinetto är ett berg i Västantarktis. Chile gör anspråk på området. Toppen på Mount Giovinetto är 4 090 meter över havet.
Terrängen runt Mount Giovinetto är varierad. Giovinetto ligger uppe på en höjd som går i nord-sydlig riktning.